# Ивашечкин, Макар Васильевич
Макар Васильевич Ивашечкин (19 января 1897, дер. Меркульево, Орловская губерния — 16 августа 1966, Одесса) — советский военный деятель, генерал-лейтенант (13 сентября 1944 года).

## Биография
Макар Васильевич Ивашечкин родился 19 января 1897 года в деревне Меркульево Брянского уезда Орловской губернии (ныне — Мичуринского сельского поселения Брянского района Брянской области).

### Первая мировая и гражданская войны
В мае 1916 года был призван в ряды Русской императорской армии, после чего был направлен Западный фронт, где был назначен на должность командира взвода. В мае 1917 года в чине унтер-офицера был демобилизован из рядов армии.
В ноябре 1918 года вступил в ряды РККА, после чего был назначен на должность командира взвода отдельного Елисеевского отряда Орловской губернии. В феврале 1919 года был направлен на учёбу на Орловские пехотные курсы, после окончания которых в марте 1920 года был назначен на должность младшего инструктора курсов комсостава 10-й армии (Кавказский фронт), а в августе — на должность адъютанта дивизионного депо и командира роты дивизионной школы 14-й стрелковой дивизии этой армии.

### Межвоенное время
После окончания войны Ивашечкин продолжил служить в составе этой же дивизии на должностях командира роты и гренадерского взвода дивизионной школы. В декабре 1921 года был назначен на должность старшего инструктора гренадерского дела 3-го стрелкового полка, дислоцированного в Тифлисе, в ноябре 1922 года — на должность преподавателя повторных курсов комсостава там же. В октябре 1924 года был направлен на учёбу на Стрелково-тактические курсы «Выстрел», после окончания которых в октябре 1925 года был назначен на должность командира батальона в составе 4-го и 6-го стрелковых полков 2-й Кавказской стрелковой дивизии.
В октябре 1928 года Ивашечкин был направлен на учёбу в Военную академию имени М. В. Фрунзе, после окончания которой в мае 1931 года был назначен на должность начальника 1-й части штаба 3-го стрелкового корпуса (Московский военный округ), в мае 1932 года — на должность начальника штаба 26-й стрелковой дивизии (ОКДВА), в марте 1935 года — на должность начальника отдела боевой подготовки корпуса военно-строительных частей ОКДВА, а в мае 1937 года — на должность командир 2-го военно-строительного полка этого же корпуса. В декабре того же года был направлен на учёбу в Академию Генштаба, после окончания которой в сентябре 1939 года был назначен на должность старшего преподавателя этой же академии.
В сентябре 1940 года был назначен на должность начальника оперативного отдела штаба Харьковского военного округа, а в марте 1941 года — на должность начальника штаба 45-го стрелкового корпуса этого же округа.

### Великая Отечественная война
С началом войны Ивашечкин находился на прежней должности. 45-й стрелковой корпус дислоцировался в Приволжском военном округе и в июле был включен в состав 13-й армии, после чего принимал участие в ходе Смоленского сражения, в ходе которого вел оборонительные боевые действия в районе Могилёва, а затем принимал участие в контрнаступлении войск Центрального фронта, во время которого противник окружил корпус в районе Могилёв — Новый Быхов — Рогачёв — Жлобин. Выйдя из окружения, 16 июля штаб корпуса принял войска, действовавшие на мстиславльском и кричевском направлении, и в начале августа организовал контрудар против танковой группы под командованием Г. Гудериана, наступавшей на Рославль, в ходе чего вновь оказался в окружении в районе Климовичи. С 11 августа по 25 сентября Ивашечкин временно исполнял должность командира 45-го стрелкового корпуса, заменив погибшего генерал-майора Э. Я. Магона. После выхода из окружения с 25 августа корпус находился в резерве Брянского фронта.
В декабре Ивашечкин был назначен на должность начальника оперативного отдела штаба Брянского фронта, а в мае 1942 года — на должность начальника штаба 3-й армии, после чего принимал участие в ходе Орловской, Брянской, Гомельско-Речицкой, Рогачевско-Жлобинской, Бобруйской, Минской, Белостокской, Млавско-Эльбингской и Берлинской наступательных операций.

Особо следует сказать о начальнике штаба армии М. В. Ивашечкине. Все, кто находился с ним рядом, утверждали, что это человек с высокими волевыми и прекрасными душевными качествами. Макар Васильевич Ивашечкин обладал исключительной работоспособностью. Он никогда ни на кого не повышал голоса, был доброжелателен и улыбчив, уважал и ценил своих подчиненных. И те отвечали ему взаимностью. Опытный штабной работник, М. В. Ивашечкин войну встретил в должности начальника штаба 45-го стрелкового корпуса 13-й армии. До середины 1942 г. он возглавлял оперативное управление штаба Брянского фронта. Большой военный и жизненный опыт позволил М. В. Ивашечкину в кратчайшие сроки сколотить штаб 3-й армии, прекрасно ориентироваться в сложной боевой обстановке, умело организовывать работу штаба.— Черушев Н. С. Из ГУЛАГа — в бой. — М.: Вече, 2006. — С. 280—282. — 512 с. — (Военные тайны XX века). — 5000 экз. — ISBN 5-9533-1588-0.

### Послевоенная карьера
В июле 1945 года был назначен на должность начальника штаба, а в январе 1947 года — на должность 1-го заместителя командующего войсками Одесского военного округа, а в апреле 1949 года — на должность начальника штаба — 1-го заместителя командующего войсками Южно-Уральского военного округа.
Генерал-лейтенант Макар Васильевич Ивашечкин в марте 1952 года вышел в отставку. Умер 16 августа 1966 года в Одессе, похоронен на 2-м христианском кладбище (Участок 127).

## Воинские звания
- Майор (26 ноября 1936 года);
- Полковник (4 августа 1939 года);
- Генерал-майор (27 декабря 1941 года);
- Генерал-лейтенант (13 сентября 1944 года).

## Награды
СССР
- два ордена Ленина (23.07.1944, 21.02.1945);
- четыре ордена Красного Знамени (09.08.1941, 07.12.1941, 03.11.1944, 20.06.1949);
- два ордена Кутузова 1 степени (10.04.1945, 29.05.1945);
- Орден Суворова 2 степени (03.06.1944);
- Орден Кутузова 2 степени (27.08.1943);
- Орден Красной Звезды (22.02.1938);
- Медали.

Иностранные награды
- Кавалер рыцарского ордена «Virtuti Militari» (ПНР)
- Орден «Крест Грюнвальда» (ПНР)
- Медаль «За Варшаву 1939—1945» (ПНР
- Медаль «За Одру, Нису и Балтику» (ПНР)

Приказы (благодарности) Верховного Главнокомандующего, в которых отмечен М. В. Ивашечкин
- За прорыв глубоко эшелонированной обороны противника на западном берегу реки Нарев, севернее Варшавы и овладение сильными опорными пунктами обороны немцев городами Макув, Пултуск, Цеханув, Нове-Място, Насельск. 7 января 1945 года. № 224.
- За прорыв сильно укрепленной обороны немцев на южной границе Восточной Пруссии и овладение городами Найденбург, Танненберг, Едвабно и Аллендорф — важными опорными пунктами обороны немцев. 21 января 1945 года. № 239.
- За овладение с боем городами Восточной Пруссии Вилленберг, Ортельсбург, Морунген, Заальфельд и Фрайштадт — важными узлами коммуникаций и сильными опорными пунктами обороны немцев. 23 января 1945 года. № 246.
- За овладение штурмом городами Вормдитт и Мельзак — важными узлами коммуникаций и сильными опорными пунктами обороны немцев. 17 февраля 1945 года. № 282.
- За овладение городом Браунсберг — сильным опорным пунктом обороны немцев на побережье залива Фриш-Гаф. 20 марта 1945 года. № 303.
- За овладение городом Хайлигенбайль — последним опорным пунктом обороны немцев на побережье залива Фриш-Гаф, юго-западнее Кенигсберга. 25 марта 1945 года. № 309.
- За завершение ликвидации окруженной восточно-прусской группы немецких войск юго-западнее Кенигсберга. 29 марта 1945 года. № 317.
- За завершение ликвидации группы немецких войск, окруженной юго-восточнее Берлина. 2 мая 1945 года. № 357.

## Сочинения
- Горбатов А. В., Ивашечкин М. В. Наступление 3-й армии севернее Гомеля. // Военно-исторический журнал. — 1962. — № 8. — С.30-43.